# Lodewijk de Kruif
Lodewijk de Kruif (nacido el 7 de octubre de 1969) es un exfutbolista y entrenador de fútbol holandés.

## Carrera

### Como jugador
| Club   | País         | Año         |
| ------ | ------------ | ----------- |
| FC Oss | Países Bajos | 1993 - 1994 |

### Como entrenador
| Club                             | País      | Año         |
| -------------------------------- | --------- | ----------- |
| Heartland FC                     | Nigeria   | 2011 - 2012 |
| Selección de fútbol de Bangladés | Bangladés | 2013 - 2014 |